# Miquel Abós Serena
Pour les articles homonymes, voir Abos.
Miquel Abós Serena, Arbós, né à Saragosse le 29 septembre 1889 et mort au camp de concentration de Barcarès 29 novembre 1940, est un militant syndicaliste libertaire espagnol.

## Biographie
Militant de la Confédération nationale du travail espagnole.
En 1917, il s'installe à Barcelone et travaille dans la métallurgie.
En 1920, il est incarcéré à Barcelone sur le navire Giralda et expulsé vers le château de Mola de Mahon.
Le 19 juillet 1936, il est le secrétaire du Comité régional d'Aragon, La Rioja et de Navarre.
Arrêté par les franquistes qui lui proposent de collaborer, il refuse et est emprisonné.
Il s'évade et fuit en France où il est interné au camp de concentration de Barcarès.

## Notices
- (ca) Diccionari de Sindicats, Sindicalistes del Moviment Obrer de Catalunya : notice biographique.
- (es) Miguel Iñiguez, Esbozo de una Enciclopedia histórica del anarquismo español, Fundación de Estudios Libertarios Anselmo Lorenzo, Madrid, 2001, page 12.